# 大路镇 (准格尔旗)
大路镇，是中华人民共和国内蒙古自治区鄂尔多斯市准格尔旗下辖的一个乡镇级行政单位。

## 行政区划
大路镇下辖以下地区：
小滩子村、尔圪气村、常树梁村、老山沟村、乌兰不浪村、白大路村和黑圪劳湾村。